# Филаделфия (Мисисипи)
Филаделфия (на английски: Philadelphia) е град в южната част на Съединените американски щати, административен център на окръг Нешоба в щата Мисисипи. Населението му е около 7 500 души (2010).
Разположен е на 129 метра надморска височина в Крайбрежната низина на Мексиканския залив, на 69 километра западно от границата с Алабама и на 114 километра североизточно от Джаксън. Към 40% от жителите му са афроамериканци, а през 1964 година градът става известен с убийството на трима активисти на Американското движение за граждански права от членове на расистката организация „Ку-клукс-клан“.

## Известни личности
Родени във Филаделфия
- Отис Ръш (1935 – 2018), музикант